# Teorema de Pick

Uso del teorema de Pick para calcular el área del polígono.

El teorema de Pick demostrado por Georg Alexander Pick (1859 - 1942). Es una formula sencilla que permite trabajar la geometría, relaciona el área de un polígono simple cuyos vértices tienen coordenadas enteras (los polígonos reticulares) con el número de puntos en su interior y en su borde (frontera) que tengan también coordenadas enteras. 
Un punto cuyas coordenadas sean enteras se conoce como punto entero. El teorema de Pick establece que: 
| Sea un polígono simple cuyos vértices tienen coordenadas enteras. Si B es el número de puntos enteros en el borde, I el número de puntos enteros en el interior del polígono, entonces el área A del polígono se puede calcular con la fórmula: {\displaystyle A=I+{\frac {B}{2}}-1.} Georg Alexander Pick (1899) |

De acuerdo con lo anterior muestra que es una forma fácil de calculo de áreas en polígonos reticulares usando solo el conteo de los puntos en la cuadrícula.
El teorema, como se muestra aquí es solo válido para polígonos simples, es decir, polígonos de una sola pieza que no tienen agujeros. Para una versión más general del teorema el "−1" de la fórmula puede ser reemplazado con "{\displaystyle -\chi (P)}", donde {\displaystyle \chi (P)} es la Característica de Euler de P.
Georg Alexander Pick describió el resultado en 1899. El tetraedro de Reeve muestra que no existe un análogo del teorema de Pick en tres dimensiones que exprese el volumen de un poliedro contando los puntos en su interior y borde. Sin embargo, existe una generalización en dimensiones superiores mediante polinomios de Ehrhart. La fórmula también se generaliza a la superficie de los poliedros.
Actualmente el teorema es bien conocido, y se presume que Pick pretendía demostrar ventajas didácticas que se pueden obtener cuando se relacionan distintos temas matemáticos (es decir, un enfoque interdisciplinario), ya que también se preocupaba por la educación. 

## Demostración
El resultado se demuestra por inducción matemática. A partir de la demostración de la fórmula para triángulos y del hecho de que es posible la triangulación de cualquier polígono de vértices enteros (Elduque, 2007), pero ello no era objeto de esta actividad desarrollada en la formación inicial de Maestros.
Considera un polígono P y un triángulo T con una arista en común con P. Asumimos que el teorema de Pick es cierto de forma independiente tanto para P como para T; queremos mostrar que también se obtiene añadiendo T a P. Dado que P y T comparten una arista, todos los puntos del borde a lo largo de la arista en común se añaden como puntos interiores, excepto los dos puntos en los extremos que se añaden como puntos en el borde. Así, siendo c el número de puntos en el borde en común, tenemos que
{\displaystyle {\begin{aligned}i_{PT}&=(i_{P}+i_{T})+(c-2),\\b_{PT}&=(b_{P}+b_{T})-2(c-2)-2,\end{aligned}}}
de manera que
{\displaystyle {\begin{aligned}i_{P}+i_{T}&=i_{PT}-(c-2),\\b_{P}+b_{T}&=b_{PT}+2(c-2)+2.\end{aligned}}}
Dado que se está asumiendo que el teorema es cierto para P y T, 
{\displaystyle {\begin{aligned}A_{PT}&=A_{P}+A_{T}\\&=(i_{P}+{\frac {b_{P}}{2}}-1)+(i_{T}+{\frac {b_{T}}{2}}-1)\\&=(i_{P}+i_{T})+{\frac {b_{P}+b_{T}}{2}}-2\\&=i_{PT}-(c-2)+{\frac {b_{PT}+2(c-2)+2}{2}}-2\\&=i_{PT}+{\frac {b_{PT}}{2}}-1.\end{aligned}}}
Sabiendo que cualquier polígono puede triangularse, si el teorema es cierto para P, pudiendo ser construido mediante {\displaystyle n} triángulos, también será cierto para polígonos construidos mediante {\displaystyle n+1} triángulos. Para terminar la prueba por inducción, se debe demostrar entonces que el teorema es cierto para cualquier triángulo.
Siendo cierto el teorema para cuadrados de lado 1, se puede deducir igualmente por inducción que lo es para rectángulos con lados paralelos a los ejes. Con ello, también es cierto, mediante aritmética básica, para los triángulos rectángulos resultantes de seccionar el rectángulo por cualquier diagonal, sabiendo que
{\displaystyle {\begin{aligned}A_{T}&={\frac {A_{R}}{2}},\\i_{R}&=2i_{T}+i_{d},\\b_{R}&=(b_{T}-i_{d})+(b_{T}-i_{d}-2),\end{aligned}}}
siendo {\displaystyle i_{d}} el número de puntos internos de R cortados por la diagonal.
Cualquier triángulo T puede inscribirse un rectángulo R con lados paralelos a los ejes añadiendo como mucho tres triángulos rectángulos U, V, W (con hipotenusas en las aristas de T no paralelas a alguno de los ejes). Su área queda determinada como diferencia entre el área de R y el área de U, V, W. Con ello, también es cierto el teorema para T, mediante aritmética básica, por ser cierto el teorema para todas ellas y sabiendo que
{\displaystyle {\begin{aligned}i_{R}&=i_{T}+(i_{U}+i_{d_{U}})+(i_{V}+i_{d_{V}})+(i_{W}+i_{d_{W}}),\\b_{R}&=(b_{U}-i_{d_{U}}-1)+(b_{V}-i_{d_{V}}-1)+(b_{W}-i_{d_{W}}-1),\\b_{T}&=i_{d_{U}}+i_{d_{V}}+i_{d_{W}}+3,\end{aligned}}}
siendo {\displaystyle i_{d}} el número de puntos internos de R cortados por la hipotenusa de cada triángulo rectángulo.
Por tanto, el teorema es cierto para cualquier triángulo, demostrando que también lo es para el polígono P y por inducción para cualquier polígono PT.
El área de un polígono se expresa en función de los puntos de la retícula que son interiores o en la frontera. Como aplicaciones se pueden estudiar las sucesiones de Farey y otros problemas geométricos. 
En el siguiente enlace se puede encontrar una herramienta muy útil y fácil de usar y aprender, para practicar el cálculo del área de polígonos simples.  Recursos Educativos UNAM: Teorema de Pick 